# 多解析度分析
多解析度分析（multiresolution analysis, MRA）或是多尺度近似（multiscale approximation, MSA）是最常用來分析離散小波变换〈DWT〉或是驗證快速小波轉換〈FWT〉理論的方法。本分析方法在1989年及1998年由Stephane Mallat 著作的論文提到。

## 定義
Lp空間{\displaystyle L^{2}(\mathbb {R} )}的多解析度分析由一系列嵌套子空間組成
{\displaystyle \{0\}\dots \subset V_{1}\subset V_{0}\subset V_{-1}\subset \dots \subset V_{-n}\subset V_{-(n+1)}\subset \dots \subset L^{2}(\mathbb {R} )}
- 取樣定理
取樣定理主要是在重建一個時間長度{\displaystyle T}中被取樣過的信號：若信號是有限頻寬，只要奈奎斯特頻率（Nyquist frequency）比{\displaystyle 1/T}小及可完整重建信號；否則得到的重建信號為近似的信號。因此可以說，愈小的{\displaystyle T}使得信號的重建愈容易，{\displaystyle T}的大小將決定信號解析度，同時，取樣頻率也受到{\displaystyle T}的限制。

- 概念
倘若一個信號具有變化速度差異大的區段，像是信號快速變化的區段穿插著變化平緩的區段，則上述單一解析度將不適用於分析信號。因此，多重解析度分析的概念因此而生。將信號在不同解析度上分析。

- 定義
令{\displaystyle V_{j}\left(j=\dots ,-2,-1,0,1,2,\dots \right)}為在函數空間{\displaystyle L^{2}(R)}裡的子空間的數列，假如
  1. 分簇性(nested)：{\displaystyle \dots \subset V_{0}\subset V_{1}\subset \dots \subset V_{n}\subset V_{n+1}\subset \dots \subset L^{2}(\mathbb {R} )}
  2. 稠密性(density)：{\displaystyle \operatorname {Closure} \left(\bigcup _{i=-\infty }^{\infty }V_{i}\right)={\overline {\dots \cup V_{-1}\cup V_{0}\cup V_{1}\cup \dots }}=L^{2}(R)}
  3. 分離性(seperation)：{\displaystyle \bigcap _{i=-\infty }^{\infty }V_{i}=\dots \cap V_{-1}\cap V_{0}\cap V_{1}\cap \dots =\left\{0\right\}}
  4. 調節性(scaling)：{\displaystyle f(2^{-j}x)\in V_{0}\leftrightarrow f(x)\in V_{j}}
  5. 正規正交基底(orthonormal basis)：{\displaystyle \phi \in V_{0}}且集合{\displaystyle \left\{\phi (x-k),k\in Z\right\}}為{\displaystyle V_{0}}的一正規正交基底。

則{\displaystyle \left\{V_{j},j\in Z\right\}}為帶有調整函數{\displaystyle \phi }的多解析度分析。

- 應用
在高頻的時候，使用較細緻的時間解析度及較粗糙的頻率解析度。
在低頻的時候，使用較細緻的頻率解析度及較粗糙得時間解析度。
相當適合使用在長時間都是低頻成份，只有在短時間內會有高頻成份的信號